# Johannes Fehring
Johannes Fehring (de son vrai nom Johannes Fernbach, né le 14 novembre 1926 à Vienne, mort le 4 janvier 2004 dans la même ville) est un compositeur et chef d'orchestre autrichien.

## Biographie
Après la Seconde Guerre mondiale, il prend des cours de composition et de direction d'orchestre puis la musicologie à l'université de Vienne. Pour financer ses études, il joue dans l'orchestre de Walter Heidrich au Embassy-Club, un club de jazz tenu par des soldats américains. Il prend alors le nom de Fehring.
En 1948, il fait la connaissance de Teddy Windholz. Ils fondent un groupe et jouent au Volksgarten. Ils se font un nom et reçoivent des propositions d'enregistrements. Fehring arrête ses études pour se consacrer à la musique. En 1950, ils remportent le prix de la RAVAG du meilleur orchestre de danse. Fehring obtient alors ses premiers contrats pour des musiques de films.
En 1955, il se sépare de Windholz et crée son propre orchestre. Les membres plus connus sont Willy Hagara, Erich Kleinschuster, Robert Opratko, Hans Salomon ou Joe Zawinul. Il accompagne Peter Alexander, Gilbert Bécaud, Ella Fitzgerald ou Udo Jürgens. Fehring se tourne aussi vers la télévision pour des génériques d'émission.
Il dirige de 1963 à 1966 le Große Tanz- und Unterhaltungsorchester de la WDR et de 1965 à 1983 l'orchestre du Theater an der Wien. En 1967, il est le directeur musical du Concours Eurovision de la chanson et dirige l'orchestre pour l'Autriche pour Warum es hunderttausend Sterne gibt interprétée par Peter Horton.
À la même époque, il produit A Glock'n die 24 Stunden läut pour Marianne Mendt puis d'autres artistes comme Kurt Sowinetz et Arik Brauer. Il pose ainsi les bases de l'Austropop.
En 1971, il arrête son propre orchestre et en fait l'ORF-Big Band. Il fait sa dernière production en 1983 pour les 25 ans de la Wiener Stadthalle. Il prend sa retraite pour des raisons de santé.

## Filmographie
- 1952 : Ideale Frau gesucht (de) de Franz Antel
- 1956 : Mariés pour rire de Franz Antel
- 1956 : Le Bal de l'empereur (Kaiserball) de Franz Antel
- 1957 : Vier Mädels aus der Wachau de Franz Antel
- 1957 : Die liebe Familie (de) d'Helmut Weiss
- 1958 : Ooh … diese Ferien (de) de Franz Antel
- 1958 : Les Enfants du cirque (Solang' die Sterne glüh'n) de Franz Antel
- 1960 : Il s'agit de trouver le filon (Mit Himbeergeist geht alles besser) de Georg Marischka
- 1961 : Mariandl de Werner Jacobs
- 1961 : Junge Leute brauchen Liebe
- 1961 : … und du mein Schatz bleibst hier
- 1961 : L'Auberge du Cheval noir (Im schwarzen Rößl)
- 1962 : Tanze mit mir in den Morgen
- 1962 : Les Fiançailles de Mariandl (Mariandls Heimkehr)
- 1962 : L'Ivresse de la forêt (Waldrausch)
- 1962 : Das ist die Liebe der Matrosen (de)
- 1962 : Le Bandit et la Princesse (…und ewig knallen die Räuber)
- 1963 : Der Musterknabe (de)
- 1963 : Vienne reste toujours Vienne (Die ganze Welt ist himmelblau)
- 1963 : Schwejks Flegeljahre (de)
- 1963 : Sing, aber spiel nicht mit mir (de)
- 1963 : La Marraine de Charley
- 1963 : Bal masqué à Scotland Yard (Ballo in maschera da Scotland Yard en italien, Maskenball bei Scotland Yard en allemand) de Domenico Paolella
- 1963 : L'Auberge enchantée (Im singenden Rößl am Königssee) de Franz Antel
- 1963 : Mit besten Empfehlungen de Kurt Nachmann
- 1964 : Hilfe, meine Braut klaut (de) de Werner Jacobs
- 1964 : Liebesgrüße aus Tirol de Franz Antel
- 1964 : Happy-End am Attersee (de) de Hans Hollmann
- 1964 : Das hab ich von Papa gelernt d'Axel von Ambesser
- 1965 : Das ist mein Wien
- 1965 : Le Superbe Étranger (Ruf der Wälder) de Franz Antel
- 1965 : … und sowas muß um 8 ins Bett (de) de Werner Jacobs
- 1966 : 00Sex am Wolfgangsee de Franz Antel
- 1967 : Le Grand Bonheur (Das große Glück) de Franz Antel
- 1967 : Mieux vaut faire l'amour (Die Wirtin von der Lahn) de Franz Antel
- 1968 : Otto a un faible pour les femmes (Otto ist auf Frauen scharf) de Franz Antel
- 1969 : Les Petites chattes se mettent au vert (Liebe durch die Hintertür) de Franz Antel
- 1972 : Ils le baptisèrent Krambambuli (Sie nannten ihn Krambambuli) de Franz Antel